# إيفان ميخيفيتش بيرفوشين
إيفان ميخيفيتش بيرفوشين (بالروسية Иван Михеевич Первушин) هو عالم رياضيات روسي عمل في النصف الثاني من القرن التاسع عشر.
اهتم بيرفوشين أساسا بنظرية الأعداد. في عام 1877 وفي بداية عام 1878، قدم مقالين للأكاديمية الروسية للعلوم حيث برهن على أن العددين الثاني عشر والثالث والعشرين من أعداد فيرما هي أعداد مؤلفة:
{\displaystyle 2^{2^{12}}+1} قابل للقسمة على {\displaystyle 7*2^{14}+1=114689}
و
{\displaystyle 2^{2^{23}}+1} قابل للقسمة على {\displaystyle 5*2^{25}+1=167772161}